# Hescheld
Hescheld is een plaats in de Duitse gemeente Hellenthal, deelstaat Noordrijn-Westfalen, en telt 127 inwoners (2006).